# Трансантарктичке планине
Трансантарктичке планине (85° 00′ S 175° 00′ W / 85.000° Ј; 175.000° З) су планински венац на Антарктику и протежу се, уз неке прекиде, између Кејп Адареа и Коатсове земље. Ове планине деле Антарктик на источни и западни. Трансантарктичке планине укључују и посебно назване планинске масиве дуж западне стране Росовог мора и западне и јужне стране Росове ледене плоче; такође, овај венац укључује и Хорликове планине, Тилове планине, Пенсаколске планине, Шекелтонов венац и Теронове планине.
Ово једноставно описно име је препоручено од стране -а 1962. године, од када је и интернационално прихваћено.

## Географија
Планински ланац се протеже између Росовог мора и Веделовог мора, целом ширином Антарктика, отуда и име. Са укупном дужином од око 3,500 km (2 mi), Трансантарктичке планине су један од најдужих планинских ланаца на Земљи. Антарктанде су још дуже, имајући заједничке пределе са Трансантарктичким планинама од рта Адаре до планина Краљице Мод, али се одатле протежу кроз планине Витмор и Елсворт до Антарктичког полуострва. Распон од 100–300 km чини границу између источног Антарктика и западног Антарктика. Источни антарктички ледени покривач омеђује ТАМ целом својом дужином на страни источне хемисфере, док је страна западне хемисфере ограничена Росовим морем у Викторијиној земљи од рта Адара до Макмердо Саунда, Росов ледени праг од Макмердо Саунда до близине Скотовог глечера, и Западног Антарктичког леденог покривача иза њега.

## Живи свет
Пингвини, фоке и морске птице живе дуж обале Росовог мора у Викторијиној земљи, док је живот у унутрашњости Трансантарктичког ланца ограничен на бактерије, лишајеве, алге и гљиве. Шуме су некада покривале Антарктик, са врстама попут Волемај бора и Јужне букве. Међутим, постепено захлађење повезано са распадом Гондване, утицало је на постепен нестанак ових шума. Верује се да су последња стабла на Антарктичком континенту била на Трансантарктичким планинама.

## Историја
Трансантарктичке планине први пут је видео капетан Џејмс Кларк Рос 1841. из Росовог мора. Овај ланац је природна баријера која се мора прећи да би се стигло до Јужног пола са Росовог леденог прага.
Први прелазак преко Трансантарктичких планина догодио се током Британске националне антарктичке експедиције 1902-1904 на Росовом леденом појасу. Извиђачка група под командом Алберта Армитиџа достигла је 2.700 m (8.900 ft) надморске висине 1902. Следеће године, група под вођом експедиције Роберта Фалкона Скота прешла је Источни Антарктик на локацији која је сада позната као глечер Ферар, назван по геологу те експедиције. Они су истражили део Викторијине земље на Антарктичкој висоравни пре него што су се вратили преко истог глечера. Године 1908, група Ернеста Шеклтона прешла је планине кроз глечер Бердмор. Скот се вратио на тај исти глечер 1911. године, док је Роалд Амундсен прешао ланац преко глечера Аксел Хајберг.
Велики део опсега остао је неистражен све до касних 1940-их и 1950-их, када су мисије као што су Операција Хајџамп и Међународна геофизичка година (IGY) у великој мери користиле фотографије из ваздуха и концентрисале се на темељно истраживање целог континента. Назив „Трансантарктичке планине” је први пут примењен на овај опсег у једном раду из 1960. године геолога Ворена Б. Хамилтона, након његовог теренског рада у оквиру IGY. Касније је тај назив препоручио Саветодавни комитет за имена Антарктика, амерички ауторитет за географска имена, 1962. Ова чисто описна ознака (за разлику од многих других географских имена на Антарктику) је тренутно међународно прихваћена.

## Геологија
Трансантарктичке планине су знатно старије од других планинских венаца на континенту, који су углавном вулканског порекла. Ланац је подигнут током отварања Западног антарктичког раседног система на истоку, почевши од пре око 65 милиона година у раном кенозоику, а убрзо након тога су га заузели глечери.
Планине се састоје од седиментних слојева који леже на подлози од гранита и гнајса. Седиментни слојеви обухватају пешчаре Бејкон супергрупе, силтит и угаљ депоноване почевши од силурског периода и настављајући се у јури. На многим местима, Бејкон супергрупа је био поремећена дајковима и праговима Ферар Долерита из доба из доба јуре. Многи фосили пронађени на Антарктику потичу са локација унутар ових седиментних формација.
Лед са Леденог покривача источног Антарктика се простире кроз Трансантарктичке планине преко низа излазних глечера у Росово море, Росов ледени покривач и Западни Антарктички ледени покривач. Ови глечери углавном теку окомито на оријентацију ланца и дефинишу подланце и групе врхова. Сматрало се да многи од ових излазних глечера прате трагове великих геолошких раседа. Међутим, теорије о протоку леда се поново разматрају у светлу нових података из недавних радарских истраживања која продиру кроз лед која су открила присуство три раније непознате дубоке субглацијалне долине које утичу на „планинску субглацијалну топографију испод ледене поделе“. Ове географске карактеристике ће вероватно имати значајан утицај на моделе и прорачуне у вези са протоком леда кроз регион Трансантарктика.